# さつきあしゃ
さつきあしゃ（5月13日 - ）は、日本の漫画家。主に成年向け漫画を執筆し、BL作品を描くこともある。

## 人物
セーラームーンのファンでツイッターでも関連したツイートをよくしている。

## 作品リスト
成人向け作品
- 剥かれた女～赤裸々すぎるお見合い～（DEEPER-ZERO、2013年10月14日発売）※電子書籍
- ガチャまん★淫行性策（DEEPER-ZERO、2014年4月2日発売）※電子書籍
- 新・触・感 餅女～身動き不能ネットリ糸引き5m～（DEEPER-ZERO、2014年4月8日発売）※電子書籍
- 妄想チュー淫具ガム♂（株式会社フューチャーコミックス、2015年1月31日発売）※電子書籍
- 激モテ＆ヤ○チンになれるという寺合宿にいってみた結果（DEEPER-ZERO、2015年7月2日発売）全2話 ※電子書籍
- 私のナカにぴゅっぴゅして？（ワニマガジン社、2021年10月15日発売、COMIC X-EROS、ISBN 978-4862698025）
- 凛々しい真央ちゃんは、中イキし過ぎなエロい身体を隠してる。（スクリーモ、2020年9月25日 - 2021年6月18日発売）全6話 ※電子書籍

ボーイズラブ作品
- 幸せとろとろ計画 ～親子でハメちゃう!? えっちな穴に二輪挿し～（フロンティアワークス、2015年12月28日発売）※電子書籍
- 秘めゴトは部活のあとで…。（KADOKAWA、2016年9月1日発売、ISBN 978-4041046708）
- 下剋上スイッチ（KADOKAWA、2018年3月31日発売、ISBN 978-4041067260）
- インモラル・オメガバース（フロンティアワークス、2019年12月21日発売、ISBN 978-4866573144）
- バリタチ淫魔のハメとろ調教 -いっぱい出す♂まで帰れません！-（フロンティアワークス、2020年1月28日 - 3月28日発売）全3話 ※電子書籍

一般向け作品
- 秘密の寺合宿（ムーグコミック ピーチシリーズ、2016年8月26日発売、ISBN 978-4862976079）
- エロゲ世界に転生した俺が、推しへの愛で寝取られヒロインを幸せにする。（forcs、原作：水城水城、2023年7月 - 連載、comipo comics）合本既刊2巻 ※電子書籍
  1. 2024年2月23日発売、ASIN B0CVKV25BW
  2. 2024年8月23日発売、ASIN B0DD71VNXP